# 厭火國

圖出自《古今圖書集成·方輿彙編·邊裔典·第一百七卷》

明朝，胡文煥《山海經圖》

《古今圖書集成·博物彙編·禽蟲典·第一百二十五卷》

厭火國，又稱作厭光國，其人樣貌如猴、黑皮膚，以火炭為食，故口能吐火。在《山海經·海外南經》中有所記載。在《鏡花緣》裡曾出現過。

## 形貌
今見厭火國圖均作獸狀，共有三形：
1. 吐火之獸（成或因繪圖本、蔣應鎬繪圖本）
2. 似猴而黑色，吐火（汪紱圖本）
3. 人面猴身、行坐、吐火（胡文煥圖本、《邊裔典》）